# Геть з України, москаль некрасивий!

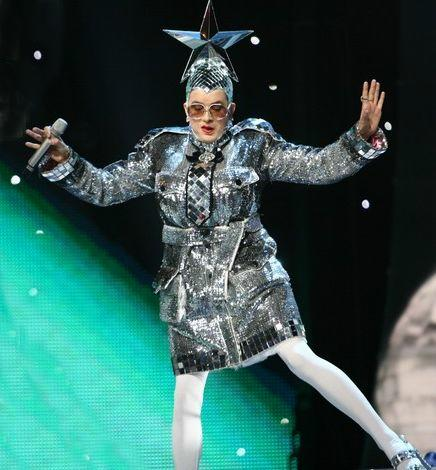
Вєрка Сердючка в образі

Геть з України, москаль некрасивий! — фраза з монологу балерини Бели Куценко у виконанні Андрія Данилка, який він написав у 2004 році. Набула популярності у 2022 році після того, як її перетворили на семпл для музичних композицій. Виступ Сердючки став вірусним після початку повномасштабного вторгнення Росії до України.

## Використання в музиці
У березні 2022 року солістка гурту Vivienne Mort Даніела Заюшкіна презентувала у Facebook запис, у якому вона наклала цитату Бели Куценко на повстанську мелодію.
У квітні 2022 новий трек з використанням фрази представила співачка Jerry Heil. У пісні на мотив української народної «Ой, на горі та й женці жнуть» згадуються Володимир Зеленський, Віталій Кім, Олексій Арестович і воїни зі Збройних сил України, а також історії, які набули розголосу — як роми вкрали в окупантів танк і як жінка з балкона збила ворожий дрон за допомогою банки з огірками. Як рефрен використаний фрагмент із виступу Данилка.

## Як слоган
4 червня автор петиції щодо дерусифікації Полтави Олексій Логвінов повісив банер «Геть з України, москаль некрасівий!» на пам'ятник радянському воєначальнику Миколі Ватутіну.